# 法国高级技师证书
高级技师证书（法語：Brevet de Technicien Supérieur），简称为BTS，是一项创于1959年的法国国家教育部颁发的国家文凭。
此文凭须在高中毕业(Baccalauréat （页面存档备份，存于）) 后或者取得级别四(Niveau IV) 的技术文凭后通过两年时间来学习准备。该文凭属于级别三(Niveau III （页面存档备份，存于）) 的文凭。学生需要通过国家级的统一考试后获取的。

## 入学条件
在法国，凡获取高中毕业证书（BAC）的学生都可以申请BTS课程。中国学生通过中国高考后，可以入读BTS第一年级。

## 课程组织
BTS文凭需要两年时间来学习和准备，并且专业划分很细。
BTS文凭可通过以下方式准备：
- 在高考过后，在一般的高中或者私立学院学习两年
- 以半工读方式一边在培训中心学习，一边在公司实践

BTS文凭现有一百多个专业课程供选择，分布在服务、商业管理、工业技术、实用艺术或农业等行业。 其中某些BTS课程能够让学生在第二年进行专业选项（例如酒店管理或者计算机管理）。

## 毕业出路
尽管BTS课程是快速进入职场的学习方式，法国LMD体系还是鼓励取得BTS文凭的学生继续他们的学业，尤其是往专科或者会计管理文凭方面进修。BTS文凭的获取相当于120欧洲学分（ECTS）的获取。
BTS文凭属于法国的Bac+2文凭，获取该文凭的学生可以升读相当于本科程度三年级的专业课程，特别是职业学士文凭。成绩优异的学生还可以进入工程师学校，法国大学校，法国公立大学，会计与管理文凭的预备班或者大专。

## 课程规定
所有BTS的专业和规则都是有法国教育部统一规定的。每个专业课程的内容都是由一个咨询性委员会经讨论后规定，此委员会由雇主，员工和政府人员组成。
BTS考试不是由各学校而是由国家统一组织出题。

## BTS各专业课程列表
有关于所有BTS专业课程 

## 学位认可
BTS文凭已在中华人民共和国教育部与法国高等教育和科研部关于高等教育学位和文凭互认方式的行政协议 中被中国教育部认可。
1. ↑  .   [2015-04-27]. （原始内容存档于2019-12-31）.
2. ↑  .   [2015-04-27]. （原始内容存档于2015-03-15）.
3. ↑  .   [2015-04-27]. （原始内容存档于2019-12-31）.
4. ↑  .   [2015-04-28]. （原始内容存档于2021-02-23）.